# Półmaska

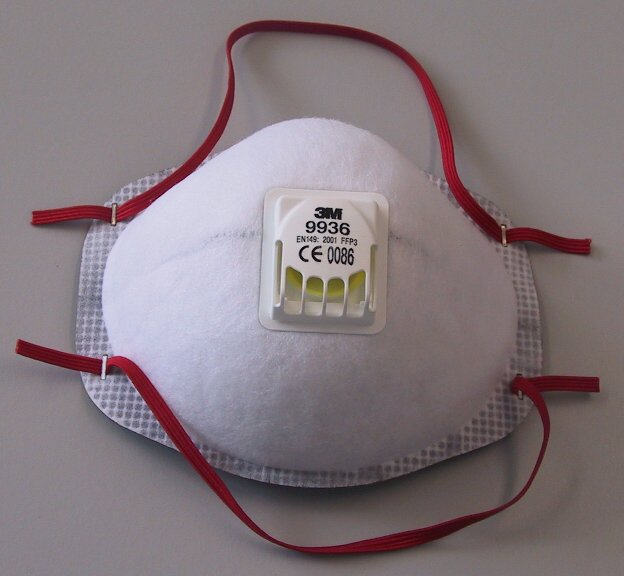
Półmaska ochronna

Półmaska – indywidualne urządzenie stosowane  do ochrony wyłącznie dróg oddechowych. Półmaski pochłaniają cząsteczki z powietrza lub filtrują powietrze od gazów bojowych, bakterii, wirusów itp. Przykładowo półmaski filtrujące cząstki w kopalniach, to np. ZF 0/24z, które pochłaniają cząstki z powietrza.